# Inkubus Sukkubus
Inkubus Sukkubus er et engelsk pagan/gothic rockband grundlagt i 1989 af Candida Ridley, Tony McKormack og Adam Henderson.

## Historie
Inkubus Sukkubus har udgiver albums siden grundlæggelsen i 1989.

### Incubus Succubus
Før dette dannede Tony McKormack (guitar) og Adam Henderson (Bas) et band kaldet Belas Knapp. De skiftede navn til Incubus Succubus, da Candida Ridley kom til som vokal. Lige fra begyndelsen havde bandet en meget stærk neo-pagan retning. Den første single, "Beltaine", og en matchende EP blev optaget i 1989, derudover også det originale første album, "Belladonna and Aconite".

### Children of the moon
Tony og Candida fortsatte alene, med et studieprojekt, "Children of the moon", frem til 1993. Materialet som blev optaget i denne periode (sammen med numre der senere skulle blive deres klassikere), blev til sidst udgivet som albummet "Beltaine".
Sidst i 1993 blev "Incubus Succubus" gendannet med Bob Gardner på trommer og fik en kontrakt med Pagan Media. De udgav også hele "Belladonna and Aconite", og i 1994 optog og udgav de "Wytches". "Wytches" blev hurtigt kendt som "det legendariske andet album", både fordi det ifølge bandets fans indeholdt nogle af bandets bedste sange, og (på grund af problemer med Pagan Media) hurtigt blev næsten umuligt at få fingre i.

### Inkubus Sukkubus
i 1995 ændrede de navn til Inkubus Sukkubus, af numerologiske årsager, de ændrede også deres line-up betydeligt, bl.a. ved brugen af en trommemaskine og støtte fra en bodhran i stedet for brugen af en dedikeret menneskelig trommeslager.
Gruppen kunne også ses på den mere mainstream scene. På trods af deres musiske temaer og tro: Inkubus Sukkubus er et neo-pagan band, som er kendt for sange om dæmoner, vampyrer, feer og andre okkulte og overnaturlige temaer. Deres sange er meget inspireret af deres interesse for og udøvelse af heksekunst og paganisme, hvilket har givet dem et vist ry, som "de moderne tiders" hedningers (Pagan) stemme.

## Medlemmer
Gruppen består af guitaristen Tom McKormick, vokalen Candida Ridley og bassisten Adam Henderson. Candida er hovedvokal, men McKormick synger støttevokal og nummeret "Atrocity" synger han alene.
- Candida Ridley: vokal, tekst
- Tom McKormick: guitar, produktion, sangskrivning, støttevokal
- Adam Henderson: Bas

## Diskografi
- 1989: Beltaine – Single
- 1993: Belladonna & Aconite
- 1994: Wytches
- 1995: Heartbeat of the Earth
- 1995: Beltaine
- 1997: Vampyre Erotica
- 1998: Away with the Faeries
- 1999: Wild
- 2001: Supernature
- 2003: The Beast with Two Backs
- 2004: Wytches and Vampyres: The Best Of
- 2005: Witch Queen (EP)
- 2007: Science & Nature
- 2008: Viva la Muerte